# Norwegischer Fußballpokal der Männer 1987
Der norwegische Fußballpokal 1987 (kurz auch NM-Cup 1987 genannt) war die 82. Austragung des Fußballpokalwettbewerbs der Männer. Pokalsieger wurde Bryne FK. Das Team setzte sich im Finale mit 1:0 nach Verlängerung gegen Brann Bergen durch. Durch den Sieg qualifizierte sich Bryne für den Europapokal der Pokalsieger 1988/89.
In den ersten drei Runden wurde der Sieger bei einem Unentschieden nach Verlängerung im Elfmeterschießen ermittelt. Ab der vierten Runde kam es bei einem Remis zum Wiederholungsspiel.

## 1. Runde
| Datum      |                       | Ergebnis              |                     |
| ---------- | --------------------- | --------------------- | ------------------- |
| 30.05.1987 | Andenes IL            | 3:1                   | Svolvær IL          |
|            | Asker SK              | 0:2                   | Kolbotn IL          |
|            | Aurskog-Finstadbru SK | 0:5                   | Lillestrøm SK       |
|            | Brattvåg IL           | 1:2                   | Aalesunds FK        |
|            | Bækkelagets SK        | 1:2                   | Råde IL             |
|            | Bærum SK              | 2:0                   | Strømsgodset IF     |
|            | FK Donn               | 3:2                   | Kvinesdal IL        |
|            | Eidsvold Turn         | 0:1                   | Bjørkelangen SF     |
|            | FK Fauske/Sprint      | 1:0                   | FK Mjølner          |
|            | Figgjo IL             | 2:1 n. V.             | Staal Jørpeland IL  |
|            | Fram Larvik           | 0:1                   | Odds BK             |
|            | Fyllingen IL          | 1:0                   | Os TF               |
|            | Geilo IL              | 0:7                   | Mjøndalen IF        |
|            | SF Grei               | 1:5                   | Frigg Oslo FK       |
|            | Grovfjord IL          | 0:1                   | IF Grand Bodø       |
|            | Gulset IF             | 0:2                   | Tjølling IF         |
|            | Hareid IL             | 1:1 n. V. (3:4 i. E.) | IL Hødd             |
|            | SK Haugar             | 0:4                   | Bryne FK            |
|            | Hof IL                | 1:7                   | Ham-Kam             |
|            | Kapp IF               | 2:1                   | SFK Lyn Oslo        |
|            | Kautokeino IL         | 4:3                   | Skjervøy IK         |
|            | Kjelsås IL            | 3:1                   | Gjerdrum IL         |
|            | Klepp IL              | 0:2                   | FK Vidar            |
|            | Kongsvinger IL        | 8:1                   | Fremad Kongsvinger  |
|            | Kristiansund FK       | 1:3 n. V.             | Molde FK            |
|            | Kvik Halden FK        | 0:2 n. V.             | Moss FK             |
|            | Langevåg IL           | 4:0                   | Skarbøvik IF        |
|            | Lisleby FK            | 1:3 n. V.             | Fredrikstad FK      |
|            | Lyngen IL             | 0:7                   | Tromsø IL           |
|            | Malvik IL             | 0:2                   | SK Freidig          |
|            | Namsos IL             | 2:1                   | Nidelv/Falken FA    |
|            | SK Nessegutten        | 0:2                   | Rosenborg Trondheim |
|            | Nybergsund IL         | 2:1                   | Elverum FK          |
|            | Ny-Krohnborg IL       | 1:2                   | Stord IL            |
|            | Oppdal IL             | 1:1 n. V. (5:4 i. E.) | Alvdal IL           |
|            | Radøy IL              | 0:3                   | IL Varegg           |
|            | Randaberg IL          | 2:0                   | Viking Stavanger    |
|            | Ranheim IL            | 2:3                   | Strindheim IL       |
|            | Raufoss IL            | 2:0                   | FK Gjøvik Lyn       |
|            | Redalen IL            | 0:3 n. V.             | Faaberg IL          |
|            | Sandefjord BK         | 2:2 n. V. (9:8 i. E.) | Eik IF              |
|            | Sarpsborg FK          | 4:0                   | Slemmestad IF       |
|            | SK Skjold             | 0:4                   | SK Djerv 1919       |
|            | Sogndal IL            | 5:1                   | Stryn TIL           |
|            | Spjelkjavik IL        | 1:3 n. V.             | Clausenengen FK     |
|            | SK Sprint-Jeløy       | 1:1 n. V. (2:4 i. E.) | FK Ørn              |
|            | Steinkjer FK          | 2:1                   | Ekne IL             |
|            | Strømmen IF           | 5:0                   | SBK Drafn           |
|            | Sunndal IL            | 5:1                   | Bud IL              |
|            | Surnadal IL           | 4:4 n. V. (4:5 i. E.) | Orkanger IF         |
|            | Teie IF               | 0:2                   | Drøbak/Frogn IL     |
|            | Ullensaker/Kisa IL    | 0:1                   | Vålerenga Oslo      |
|            | Øksfjord IL           | 0:5                   | IF Skarp            |
|            | Ålgård FK             | 2:0                   | SK Vard Haugesund   |
|            | Åssiden IF            | 1:0 n. V.             | Skeid Oslo          |
| 31.05.1987 | Charlottenlund SK     | 5:1                   | Verdal IL           |
|            | Eid IL                | 3:1                   | Førde IL            |
|            | Fana IL               | 0:1                   | Brann Bergen        |
|            | Florvåg IF            | 1:2                   | Åsane IL            |
|            | IK Grane Arendal      | 1:2                   | IF Pors             |
|            | FK Saltdalkameratene  | 3:5                   | FK Bodø/Glimt       |
|            | Sandnessjøen IL       | 0:1                   | Mo IL               |
|            | FK Vigør              | 0:3                   | Start Kristiansand  |
| 01.06.1987 | Drangedal IL          | 1:4 n. V.             | FK Jerv             |

## 2. Runde
| Datum      |                     | Ergebnis              |                    |
| ---------- | ------------------- | --------------------- | ------------------ |
| 23.06.1987 | Bryne FK            | 2:0                   | Ålgård FK          |
|            | Mjøndalen IF        | 12:00                 | Tjølling IF        |
| 24.06.1987 | Bjørkelangen SF     | 0:2                   | Strømmen IF        |
|            | Brann Bergen        | 4:0                   | Fyllingen IL       |
|            | Charlottenlund SK   | 1:2                   | Namsos IL          |
|            | Clausenengen FK     | 0:1                   | Sunndal IL         |
|            | SK Djerv 1919       | 3:0                   | Figgjo IL          |
|            | Drøbak/Frogn IL     | 2:2 n. V. (7:6 i. E.) | Åssiden IF         |
|            | Faaberg IL          | 2:3                   | Kapp IF            |
|            | Ham-Kam             | 3:1                   | Nybergsund IL      |
|            | FK Jerv             | 1:5                   | Odds BK            |
|            | Kolbotn IL          | 1:2 n. V.             | Raufoss IL         |
|            | Kongsvinger IL      | 3:0                   | Bærum SK           |
|            | Lillestrøm SK       | 6:3 n. V.             | Sandefjord BK      |
|            | Mo IL               | 1:6 n. V.             | FK Bodø/Glimt      |
|            | Molde FK            | 11:00                 | Langevåg IL        |
|            | Moss FK             | 4:0                   | Sarpsborg FK       |
|            | Orkanger IF         | 1:3                   | Strindheim IL      |
|            | IF Pors             | 1:0                   | Start Kristiansand |
|            | Rosenborg Trondheim | 4:0                   | Oppdal IL          |
|            | Råde IL             | 3:2 n. V.             | Frigg Oslo FK      |
|            | Sogndal IL          | 2:0                   | Eid IL             |
|            | Steinkjer FK        | 4:0                   | SK Freidig         |
|            | Stord IL            | 0:1                   | Åsane IL           |
|            | Tromsø IL           | 5:0                   | Kautokeino IL      |
|            | IL Varegg           | 1:2 n. V.             | Randaberg IL       |
|            | FK Vidar            | 4:2 n. V.             | FK Donn            |
|            | Vålerenga Oslo      | 0:2                   | Kjelsås IL         |
|            | FK Ørn              | 1:2 n. V.             | Fredrikstad FK     |
|            | Aalesunds FK        | 4:1                   | IL Hødd            |
| 25.06.1987 | IF Grand Bodø       | 1:0                   | Andenes IL         |
|            | IF Skarp            | 1:1 n. V. (4:3 i. E.) | FK Fauske/Sprint   |

## 3. Runde
| Datum      |                | Ergebnis              |                     |
| ---------- | -------------- | --------------------- | ------------------- |
| 07.07.1987 | Fredrikstad FK | 2:1                   | Kongsvinger IL      |
|            | SK Djerv 1919  | 0:2                   | Bryne FK            |
|            | Kapp IF        | 0:1 n. V.             | Ham-Kam             |
|            | Strømmen IF    | 1:1 n. V. (4:2 i. E.) | IF Pors             |
| 08.07.1987 | Aalesunds FK   | 0:2                   | Sogndal IL          |
|            | Åsane IL       | 0:2                   | FK Vidar            |
|            | FK Bodø/Glimt  | 3:1                   | IF Skarp            |
|            | Kjelsås IL     | 3:0                   | Drøbak/Frogn IL     |
|            | Moss FK        | 0:0 n. V. (4:5 i. E.) | Råde IL             |
|            | Namsos IL      | 0:3                   | Rosenborg Trondheim |
|            | Odds BK        | 0:1                   | Mjøndalen IF        |
|            | Randaberg IL   | 0:1                   | Brann Bergen        |
|            | Raufoss IL     | 0:2                   | Lillestrøm SK       |
|            | Strindheim IL  | 4:1                   | Steinkjer FK        |
|            | Sunndal IL     | 2:0                   | Molde FK            |
|            | Tromsø IL      | 2:0                   | IF Grand Bodø       |

## 4. Runde
| Datum      |                     | Ergebnis  |               |
| ---------- | ------------------- | --------- | ------------- |
| 02.08.1987 | Brann Bergen        | 2:1 n. V. | Strindheim IL |
|            | FK Bodø/Glimt       | 5:3       | Kjelsås IL    |
|            | Fredrikstad FK      | 1:2 n. V. | Aalesunds FK  |
|            | Lillestrøm SK       | 0:1       | Tromsø IL     |
|            | Mjøndalen IF        | 2:2 n. V. | Bryne FK      |
|            | Rosenborg Trondheim | 7:0       | Råde IL       |
|            | Sunndal IL          | 0:2       | Strømmen IF   |
|            | FK Vidar            | 0:1       | Ham-Kam       |

### Wiederholungsspiel
| Datum      |          | Ergebnis |              |
| ---------- | -------- | -------- | ------------ |
| 05.08.1987 | Bryne FK | 5:2      | Mjøndalen IF |

## Viertelfinale
| Datum      |             | Ergebnis  |                     |
| ---------- | ----------- | --------- | ------------------- |
| 19.08.1987 | Strømmen IF | 0:1 n. V. | Brann Bergen        |
|            | Ham-Kam     | 5:2       | FK Bodø/Glimt       |
|            | Tromsø IL   | 0:0 n. V. | Rosenborg Trondheim |
|            | Bryne FK    | 3:0       | Aalesunds FK        |

### Wiederholungsspiele
| Datum      |                     | Ergebnis  |                     |
| ---------- | ------------------- | --------- | ------------------- |
| 01.09.1987 | Rosenborg Trondheim | 0:0 n. V. | Tromsø IL           |
| 03.09.1987 | Tromsø IL           | 0:2       | Rosenborg Trondheim |

## Halbfinale
| Datum      |                     | Ergebnis |          |
| ---------- | ------------------- | -------- | -------- |
| 19.09.1987 | Brann Bergen        | 2:1      | Ham-Kam  |
| 20.09.1987 | Rosenborg Trondheim | 2:3      | Bryne FK |

## Finale
| Bryne FK                                    | Bryne FK | Brann Bergen | Brann Bergen |
| ------------------------------------------- | --- | --- | ------------ |
| Bryne FK                                    | \| Finale \| \| 25. Oktober 1987 in Oslo (Ullevaal-Stadion) \| \| Ergebnis: 1:0 n. V. \| \| Zuschauer: 23.080 \| \| Schiedsrichter: Kjell Nordby \| \| Spielbericht \|                                                                        | \| Finale \| \| 25. Oktober 1987 in Oslo (Ullevaal-Stadion) \| \| Ergebnis: 1:0 n. V. \| \| Zuschauer: 23.080 \| \| Schiedsrichter: Kjell Nordby \| \| Spielbericht \|                                                                                    | Brann Bergen |
| Bryne FK                                    | Lars Gaute Bø – Kolbjørn Ekker, Bjørn Gulden (98. Geir Giljarhus), Leif Rune Salte, Roar Pedersen – Hugo Hansen, Tor Fosse, Paal Fjeldstad, Jan Madsen (115. Paul Folkvord) – Børre Meinseth, Arne Larsen Økland Cheftrainer: Bjarne Berntsen | Bjarni Sigurdsson – Hans Brandtun, Per Egil Ahlsen, Trond Nordeide, Jan-Halvor Halvorsen, Lars Moldestad (68. Knut Arild Løberg) – Erik Solér, Arne Møller, Redouane Drici (91. Per Hilmar Nybø) – Odd Johnsen, Halvor Storskogen Cheftrainer: Tony Knapp | Brann Bergen |
| Bryne FK                                    | 1:0 Kolbjørn Ekker (102.) | | Brann Bergen |
| Finale                                      | | |              |
| 25. Oktober 1987 in Oslo (Ullevaal-Stadion) | | |              |
| Ergebnis: 1:0 n. V.                         | | |              |
| Zuschauer: 23.080                           | | |              |
| Schiedsrichter: Kjell Nordby                | | |              |
| Spielbericht                                | | |              |